# Zaleptus tluteus
Zaleptus tluteus is een hooiwagen uit de familie Sclerosomatidae.